# Usagi Tsukino
Usagi Tsukino és un personatge protagonista del manga i l'anime Sailor Moon.

## Usagi Tsukino
Quan la Naoko Takeuchi va idear la Usagi devia pensar a crear una protagonista que fos una gran heroïna, amb molt de carisma i classe, però principalment en fer una protagonista que fos una noia normal, divertida i simpàtica. El seu nom ja és una petita broma, ja que vol dir conillet de la lluna, en referència a la seva relació amb la lluna i al seu característic pentinat, amb les seves dues llargues cues com si fossin les orelles d'un conillet. A més, si us heu fixat, té un munt de coses amb estampats de conillets, i aquests apareixen sovint com a fons darrere de la Usagi. El conillet de la lluna té a veure amb un mite japonès dels conills i la lluna. No en sé gran cosa més, però si fa temps que seguiu el manga i l'anime segur que ja n'havíeu sentit a parlar. De fet, en més d'un altre anime també es fa referència al tema.
Al començament de la sèrie et presenten a la Usagi com un autèntic desastre. És ploramiques, dropa, despistada, maldestre, somiatruites, beneita, despreocupada .... (bé, em sembla que ja n'hi ha prou). Com ella mateixa diu és un cap de pardals. Però tot això és insignificant si ho comparem amb el seu bon cor, la seva alegria, la seva simpatia, i l'amor i l'amistat que sent pels altres. Com en Mamoru va dir i tal com pensem els aficionats a Sailor Moon: Usagi, t'estimem tal com ets.
La Usagi és una noia molt extravertida i que es fa fàcilment amb tothom. Pràcticament tots els personatges la sèrie es relacionen amb ella, i la seva manera de ser els influeix enormement. La seva alegria per viure s'encomana, la seva vitalitat encisa a més d'un noi i el seu amor aconsegueix fer canviar a bastants dels dolents.
A mesura que avancen les lluites com a marinera, la Usagi va madurant, fent-se més responsable i polint una mica els petits defectes abans esmentats, però mai deixant de ser tal com és. En els enfrontaments finals, davant grans adversitats i quan tot depèn d'ella, mostra la seva faceta de gran heroïna, amb un valor i una decisió que només algú com la Usagi, amb el seu immens cor i l'amor que sent per la vida pot mostrar. Aquests sentiments sempre la fan sortir victoriosa. Ningú pot dubtar que la Usagi és una digna portadora del cristall de plata i princesa del mil·lenni de plata. Com alguna vegada he sentit en la sèrie, part del seu èxit com a princesa de la lluna radica en la seva senzillesa com a persona.
Família: En el passat la seva mare era la Reina Serena. En el present viu amb la mare Ikuko, el pare Kenji, i el seu germà Shingo. En Mamoru, com a rei Endimió, és el seu futur marit, i la Chibiusa la seva filla. Amb la Chibiusa la relació és gairebé més d'amigues que de mare i filla. La Chibiusa pensa amb la seva mare com a la futura reina Serena, i a la Usagi sent tant jove se li deu fer difícil posar-se en el lloc d'una mare, i més amb una filla tan tossuda i desobedient. Contínuament estan discutint però en el fons és evident que s'estimen molt.
Principals amistats: Abans de conèixer les altres marineres la seva millor amiga era la Naru. La nova vida que ha hagut de portar com a marinera lluna l'ha anat distanciant una mica de la Naru. És amiga de totes les marineres, però especialment de les dels planetes interiors, vamos les principals, les de tota la vida. És difícil dir quina és la seva millor amiga. Al començament sembla que la Rei, tot i que sempre la renya. En un capítol diu que la seva millor amiga és l'Ami. Amb la Minako s'entenen i es compenetren molt bé. I amb la Makoto també hi ha molt bona relació. Suposo que és igual d'amiga amb totes. També hi ha la Lluna. Ella és la seva amiga, protectora i veu de la consciència. Una veu molt xerraire i criticona, per cert. Amor: Indiscutiblament en Mamoru. Tant en el passat, en el present com en el futur. El seu amor com a princesa Serena i príncep Endimió és la base argumental i el principi de la història de Sailor Moon. Abans de recuperar els records del passat, la s'enamorava bastant fàcilment. Li agradaven en Motoki i l'antifaç de gala. Somiava que fòssin la mateixa persona. I al Mamoru no el podia ni veure! Des que va recordar el seu antic amor amb en Mamoru no ha tingut cap altre interès amorós i sempre li ha estat fidel, tot i ser temptada més d'alguna vegada per altres nois (o noies). El més important en Seiya. La seva relació segur que hagués prosperat si no fos perquè ja estava compromesa amb en Mamoru.

## Fitxa personal
- Nom: Usagi/Bunny Tsukino
- Significat: conillet de la lluna
- Aniversari: 30 de juny
- Signe: Cranc
- Grup sanguini: 0
- Color preferit: rosa, blanc
- Pedra preciosa preferida: diamant
- Menjar preferit: gelats, pastissos
- Menjar odiat: pastanagues
- Assignatura preferida: Economia domèstica
- Assignatura odiada: Matemàtiques i anglès
- Hobby: menjar i dormir
- És bona en: plorar
- Odia: els dentistes
- Somni: casar-se